# Техническое подполье

Фотография 2008 года техподполья в кирпичном особняке 1876 года постройки (Иллинойс, США)

Техническое подполье (техподполье) — пространство под зданием для размещения коммуникаций: водопроводных и канализационных труб, кабель-каналов. Защищает нижние части стен и нулевое перекрытие цоколя от воздействия влажного грунта и холода. Позволяет оперативно добираться до коммуникаций, производить их ремонт и замену.
Отличается от погреба тем, что должно находиться под инженерными системами дома с целью их обслуживания. Отличается от подвала, цокольного этажа и подземного этажа тем, что в соответствии со строительными правилами представляет собой «пространство высотой 1,8 м и менее, используемое только для прокладки коммуникаций и этажом не является». Юридическое отличие техподполья от подвала в том, что его не учитывают в кадастровой оценке. За счет этого помещение не облагается налогом.